# ジョニー・バウワー
ジョニー・バウワー（Johnny Bower、1924年11月8日 - 2017年12月26日）は、カナダ連邦サスカチュワン州プリンス・アルバート出身のプロアイスホッケー選手。ポジションはゴールテンダー。愛称は"チャイナ・ウォール"("The China Wall")。別名を John Kizkan とする記録もある。1976年にホッケーの殿堂入りを果した。

## 経歴
サスカチュワン州プリンス・アルバート生まれ。4年間陸軍の兵士として第二次世界大戦を戦った後、除隊した。1年間は故郷のサスカチュワンのジュニアチームに加入した。1945年から1950年代にかけての11年間、主にAHLのクリーブランド・バロンズで活躍し、同リーグのスターゴールテンダーとしての地位を確立し、数々の賞を受けるとともにチームを3度のカルダー・カップ優勝に導いた。
1953-1954シーズンになって29歳とプロホッケー選手としては異例に遅く、NHLのニューヨーク・レンジャースに引き抜かれた。その背景に、当時のレンジャーズは前年に膝の故障で戦列を離脱したベテランのチャック・レイナー(Chuck Rayner)に代わって正ゴールテンダーとなり、新人王を受賞したガンプ・ウォーズリーが当時マイナーリーグWHLのチームだったバンクーバー・カナックスに引き抜かれたという事情があった。レンジャーズにおいて、全70試合にフルタイムで出場し、5試合の完封を含み平均失点2.60と良好といえる成績を残した。ところが翌シーズンにレンジャースは復帰したウォーズリーを再び正ゴールテンダーに起用し、代わりに西海岸のカナックスに飛ばされてしまう。
しかし、めげることなく、カナックスやプロヴィデンス（ロードアイランド州）、クリーブランドで4年間のマイナー生活（数試合はNHLのレンジャースから出場の声がかかることはあったが）を耐え抜き、1958年のインターリーグ・ドラフトでメジャーのトロント・メープルリーフスに指名された。34歳になろうとしていた。このとき彼を見出したのは、時のスプリングフィールド・インディアンズのコーチで後にメープルリーフスのコーチ兼マネージャーとなる Punch Imlach であったとされる。メープルリーフスで11年間に渡ってプレーし、ここで現役生活を終えた。
NHL選手生活での頂点は、1960年代初頭のメープルリーフスがスタンレー・カップ3連覇を達成した期間であった。現役生活は、名伯楽を欠いたために不遇な時代が長かったが、それにもかかわらずNHLでもトップクラスのゴールテンダーと評価する声が高い。ディフェンス・テクニックとして良く用いたのは、ポークチェック（Poke-check、敵の保持しているパックをスティックで突きだし、味方選手がパックをクリアしやすいようにする技術）であったといわれる。
その鼻っ柱の強い性格（例えば、バウワーは「プレッシャーがかかればかかるほど、いいプレーができる」といった旨のコメントを残した。）とやや泥臭いプレイスタイルで知られ、1965年のスタンレー・カップではデトロイト・レッドウィングスのゴールテンダーで、後に殿堂入りするテリー・ソーチャックと好勝負を演じ、1967年には同僚となったソーチャックと交替でメープルリーフスのゴールを守った。現役最後のフル登録シーズンは1968-1969シーズンで、1969年の秋の試合が引退試合となった。45歳であった。現役生活を通じて一度もマスクを着用しなかったが、彼自身「ゴーリーとなることを決心した時から、歯を失い、顔面が切り刻まれることは覚悟している」といった旨の発言を残している。
受賞歴のなかには、AHLの最優秀選手賞を3年連続で獲得したとされる記録があるが、他に北米のアイスホッケーリーグにおいて3年連続のMVPに輝いたのは、ボビー・オア、ウェイン・グレツキー、Paul Polillo がいる。AHLにおいては、シャットアウト試合数の記録を保有している（2005年現在）。
メープルリーフスが創立100周年を迎えた2016年にこれまで「名誉番号」だった背番号が一斉に永久欠番に格上げとなり、バウワーの背番号1も先輩のゴールテンダーであるターク・ブローダと共に永久欠番となった。10月15日のホーム開幕戦の前に行われたセレモニーでは91歳のバウワーも姿を見せ、観客の歓声を浴びた。
2017年12月26日に肺炎のため死去。享年93。

## 人物
真の誕生日については様々な憶測があるが、その原因としては、自身が現役生活を長く続けたいがために、何歳であるかを隠そうとしていたという説や、陸軍に入隊するために年齢をサバ読んだとする説がある。ホッケー史家の多くの間では、実は1924年生まれであると信じられている。

## 詳細情報

### 通算成績
552試合出場 250勝195敗90引分け 37シャットアウト 一試合平均失点数2.51

### 表彰
- Hap Holmes Memorial Award 3回（AHL最優秀ゴーリー賞）
- ヴェジーナ賞 2回（1961年、1965年当時のNHLにおける同賞の選考条件は、年間最少失点。なお1965年はテリー・ソーチャックとの共同受賞）
- NHLオールスター第1チーム選抜（1961年）
- Les Cunningham Trophy（AHL最優秀選手賞） 3年連続3度

### 記録
- NHLオースルター出場（1961年、1962年、1963年、1964年）